# Espaço Internet

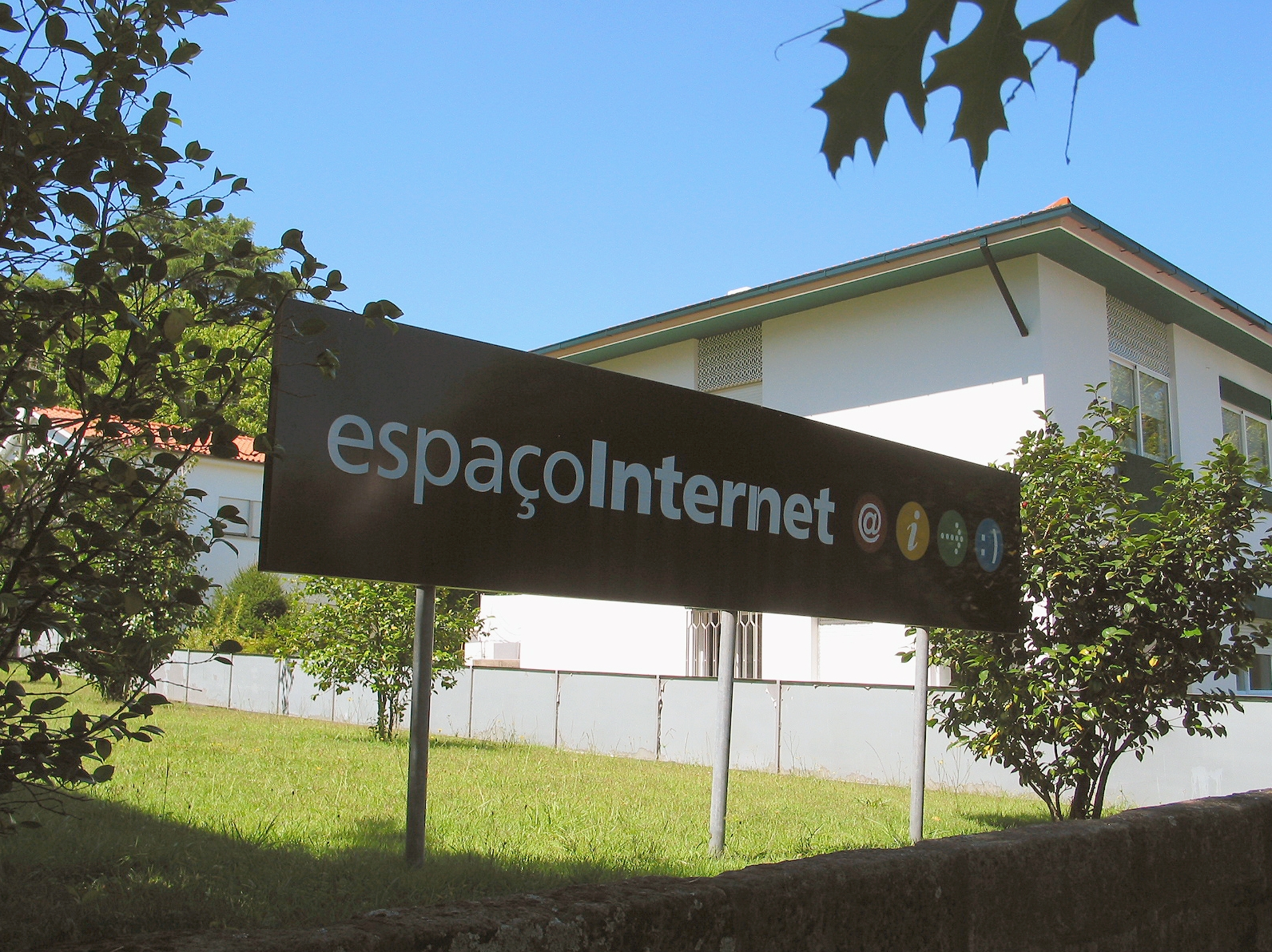
Espaço Internet em Ponte de Lima.

O Espaço Internet é uma rede de pontos de acesso à Internet, localizados em vilas e cidades portuguesas.
Tem como objectivo oferecer acesso a computadores e Internet aos residentes dentro do concelho.

## Principais características
- Acesso: a internet de forma gratuita;
- Abrangência: toda a população.